# High-Flyer
High-Flyer (спрощ.: 幻方; піньїнь: Huàn Fāng) — китайська гедж-фондова компанія, зареєстрована в 2015 році. Юридична реєстраційна адреса в Нінбо, Чжецзян, а головний офіс в Ханчжоу, Чжецзян. Вона є засновником і спонсором компанії DeepSeek AI.

## Історія
High-Flyer була заснована в 2015 році трьома інженерами  з Чжецзянського університету. Вони генерували ідеї алгоритмічної торгівлі, будучи студентами під час фінансової кризи 2007—2008 років. Компанія має дві регульовані дочірні компанії AMAC, Zhejiang High-Flyer Asset Management Co., Ltd. і Ningbo High-Flyer Quant Investment Management Partnership LLP, які були засновані у 2015 та 2016 роках відповідно. Дві дочірні компанії мають понад 450 інвестиційних продуктів.
У 2016 році High-Flyer експериментував із багатофакторною моделлю, заснованою на ціні та обсязі, для визначення біржових позицій, почав тестування в торгівлі наступного року, а потім ширше застосував стратегії на основі машинного навчання.
У 2019 році High-Flyer створила регульовану SFC дочірню компанію в Гонконгу під назвою High-Flyer Capital Management (Hong Kong) Limited. Через рік його було затверджено як кваліфікованого іноземного інституційного інвестора. У тому ж році High-Flyer створив High-Flyer AI, який був присвячений дослідженню алгоритмів ШІ та його основних застосувань.
У 2020 році High-Flyer створила Fire-Flyer I, суперкомп'ютер, який зосереджений на глибокому навчанні ШІ. Він коштував приблизно 200 мільйонів юанів. У 2021 році Fire-Flyer I було вилучено з експлуатації та замінено Fire-Flyer II, який коштував 1 мільярд юанів. Він містив 10 000 графічних процесорів Nvidia A100. До цього року всі стратегії High-Flyer використовували штучний інтелект, що можна порівняти з Renaissance Technologies.
Наприкінці 2021 року High-Flyer оприлюднив у WeChat публічну заяву, в якій вибачився за втрати активів через низьку продуктивність. Ефективність понад 100 його інвестиційних продуктів знизилася більш ніж на 10 %. High-Flyer заявив, що його моделі штучного інтелекту погано вимірюють час угод, хоча вибір акцій був добрим з точки зору довгострокової вартості. Під час коливань маркерів, які поглиблюють падіння, моделі піддають більшому ризику. Крім того, компанія заявила, що надто швидко розширила свої активи, що призвело до схожих торгових стратегій, що ускладнило операції. До цього моменту High-Flyer отримувала прибутки, які на 20 %-50 % перевищували контрольні показники фондового ринку за останні кілька років.
У березні 2022 року High-Flyer порадив певним клієнтам, які були чутливі до нестабільності, забрати свої гроші назад, оскільки передбачав, що ринок, швидше за все, впаде далі.
У квітні 2023 року High-Flyer оголосив про створення нового дослідницького органу для вивчення суті загального штучного інтелекту. Однак він не використовуватиметься для торгівлі акціями. Ця організація називалася DeepSeek.

## Корпоративні справи
Станом на 2021 рік інвестиційна та дослідницька команда High-Flyer нараховувала 160 членів, серед яких золоті медалісти Олімпіади, експерти інтернет-гігантів і старші дослідники. Він намагався залучити науковців глибокого навчання, пропонуючи річну зарплату до 2 мільйонів юанів.
У жовтні 2023 року High-Flyer оголосила про відсторонення від роботи свого співзасновника та старшого керівника Сю Цзіня через його «неналежне вирішення сімейних справ» і «негативний вплив на репутацію компанії» після звинувачень у соціальних мережах. повідомлення та наступний позов до суду про розлучення, поданий дружиною Сю Цзіня щодо позашлюбного роману Сю.